# News7
News7 — бывший болгарский частный спутниковый телеканал, принадлежащий компании Alegro Capital и входящий в состав медиагруппы 7 Megia Group. Транслирует преимущественно информационные программы, передачи на тему бизнеса и светской жизни, а также спортивные события. Входит в европейскую группу CNN. Совместно с каналами TV 7 и Sport7 осуществляет трансляции чемпионата Болгарии по футболу.

## История
Историю канал отсчитывает с середины 1990-х годов, когда существовал кабельный телеканал ПДМ города София. В 2000 году телеканал переименовали в Демо ТВ, а после перепродажи он был переименован в Балканское Болгарское Телевидение 3 марта 2003, став многотематическим общенациональным телеканалом Болгарии с вещанием по кабельной сети и через спутник. В октябре 2007 года канал был запущен с новой программной схемой с наличием ежечасовых выпусков новостей, аналитических передач и ток-шоу. 22 сентября 2008 в начале нового телесезона было радикально изменено оформление. 7 декабря 2009 канал сменил тематику на женскую, расширив свою аудиторию среди жительниц Болгарии. В 2011 году канал был выкуплен медиагруппой 7 Media Group и вошёл в непосредственное распоряжение канала TV 7, а 7 марта 2013 снова был перезапущен под именем News7.
Прекратил вещание в сентябре 2016 года.

## Регионы и каналы вещания
Вещание ведётся при помощи спутников Intelsat 12 и Hellas Sat 2. Сам телеканал состоит во 2-м цифровом мультиплексе Болгарии со всей медиагруппой 7 Media Group. Ниже даны каналы вещания по регионам страны.
| Регион Болгарии      | Канал | Города |
| -------------------- | ----- | --- |
| BUL01 - Видин        | 49    | Белоградчик, Берковица, Видин, Враца, Гымзово, Елисейна, Козлодуй, Лом, Мизия, Монтана, Оряхово, Чипровци |
| BUL02 - Плевен       | 57    | Априлци, Байкал, Белене, Болгарски-Извор, Гулянци, Этрополе, Калейца, Кнежа, Ловеч, Луковит, Мездра, Никополь, Новачене, Орешак, Петырница, Плевен, Правец, Роман, Тетевен, Троян, Червен-Бряг, Ябланица                          |
| BUL03 - Русе         | 49    | Бутово, Бяла, Велико-Тырново, Ветово, Габрово, Горна-Оряховица, Дебелец, Дряново, Елена, Златарица, Килифарево, Козловец, Опака, Плачковци, Польски-Трымбеш, Русе, Свищов, Севлиево, Сеново, Стражица, Трявна, Цар Калоян, Ценово |
| BUL04 - Шумен        | 40    | Алфатар, Велики-Преслав, Вырбица, Главиница, Каолиново, Каспичан, Котел, Нови Пазар, Попина, Попово, Разград, Силистра, Смядово, Соколарци, Тутракан, Тырговище, Шумен                                                            |
| BUL05 - Варна        | 29    | Белослав, Бяла, Варна, Генерал Тошево, Девня, Добрич, Дылгопол, Кайнарджа, Константиново, Обзор, Провадия, Тервел, Шабла |
| BUL06 - Бургас       | 47    | Айтос, Ахтопол, Бургас, Болгарово, Каблешково, Малко-Тырново, Несебыр, Приморско, Факия, Царево |
| BUL07 - Стара Загора | 37    | Градец, Елхово, Карнобат, Мыглиж, Нова Загора, Сливен, Стара Загора, Твырдица |
| BUL08 - Кырджали     | 42    | Димитровград, Джебел, Ивайловград, Кырджали, Маджарово, Маказа, Свиленград, Тополовград, Харманли, Хасково |
| BUL09 - Пловдив      | 35    | Белово, Ветрен, Долна-Баня, Душанци, Казанлык, Карлово, Клисура, Копривщица, Костенец, Момин-Проход, Панагюрище, Пловдив, Стрелча                                                                                                 |
| BUL10 - Смолян       | 49    | Ардино, Баните, Барутин, Батак, Борино, Брацигово, Велинград, Девин, Дорково, Доспат, Златоград, Лыки, Мадан, Михалково, Неделино, Рудозем, Света-Петка, Смилян, Смолян, Сырница, Триград, Хвойна, Чепеларе                       |
| BUL11 - София        | 40    | Бобов-Дол, Брезник, Годеч, Гюешево, Драгоман, Дупница, Земен, Ихтиман, Кюстендил, Лакатник, Самоков, Своге, София, Трын |
| BUL12 - город София  | 40    | София |
| BUL13 - Благоевград  | 29    | Благоевград, Бобошево, Гоце Делчев, Елешница, Кресна, Мелник, Разлог, Рила, Симитли, Якоруда |
| BUL14 - город Варна  | 29    | Варна |
| BUL15 - Странджа     | 47    | /// |